# The 2 Bears
The 2 Bears est un groupe britannique d'indietronica.

## Histoire
Raf Rundell, ancien attaché de presse, et Joe Goddard, membre du groupe Hot Chip, se rencontrent en travaillant pour les fêtes organisées par le label Greco-Roman.

## Style musical
Les critiques décrivent le son de The 2 Bears de diverses manières, notamment « pop-hip-house », « liquid-bmore-house-step » et « rave-garage ». Le duo produit des remixes pour de nombreux artistes comme : Santigold, Metronomy, Toddla T et The View.

## Discographie

### Albums studio
- 2012 : Be Strong
- 2014 : The Night Is Young